# Botho Bauch
Botho Bauch (* 26. Dezember 1897 in Lötzen; † September 1973) war ein deutscher Jurist und Staatsbeamter, zuletzt Ministerialdirektor im Bundesinnenministerium.

## Leben und Wirken
Nach dem Schulbesuch und dem Studium der Rechtswissenschaften trat Bauch in den Staatsdienst ein. Von 1929 bis 1933 war er in der ausgehenden Weimarer Republik im Preußischen Ministerium des Innern tätig. Politisch gehörte er zu dieser Zeit der Deutschen Demokratischen Partei an. Danach war er von 1933 bis 1937 bei der Regierung in Breslau und anschließend von 1937 bis 1945 als Abteilungsleiter beim Reichskommissar für die Preisbildung tätig.
Nach dem Zweiten Weltkrieg wurde Bauch in den Staatsdienst der Bundesrepublik übernommen. 1949 war er kurzzeitig beim Deutschen Städtetag tätig, bevor er bis zu seiner Pensionierung in den 1960er Jahren im Bundesministerium des Innern arbeitete. Dort war er von 1950 bis 1952 Leiter des Referats Z 2 (Haushalt), dann Leiter Abteilung II (Beamtenrecht und sonstiges Personalrecht des öffentlichen Dienstes, Wiedergutmachung) und ab 1957 der Abteilung ZB (Ziviler Bevölkerungsschutz). Er wurde zum Ministerialdirigenten und Ministerialdirektor befördert.
Ende der 1960er Jahre begann Bauch auf Bitten von Hans-Dietrich Genscher mit der Anlage der sogenannten Sammlung Bauch über Widerstand und Verfolgung von Angehörigen des öffentlichen Dienstes im NS-Staat, die heute vom Bundesarchiv verwahrt wird.

## Werke
- mit Rudolf Schmidt: Kommentar zum Gesetz über die Landbeschaffung für Aufgaben der Verteidigung (Landbeschaffungsgesetz) und Gesetz über die Beschränkung von Grundeigentum für die militärische Verteidigung (Schutzbereichgesetz). Stuttgart 1957.